# 東京高裁判事襲撃事件
東京高裁判事襲撃事件（とうきょうこうさいはんじしゅうげきじけん）とは、1976年（昭和51年）9月17日に東京都新宿区で発生したテロ事件。
有罪判決に対する報復を目的に判事を標的としたテロ事件で、日本の新左翼の社青同解放派が起こした事件である。

## 事件の発端
狭山事件の控訴審は東京高等裁判所で開かれることになり、寺尾正二判事が裁判長として審理することになった。寺尾判事は第二次羽田事件の差し戻し審で無罪の判決を出していたことから、被告の支援者らは「寺尾判事ならば、きっと無罪判決を下してくれるだろう」と判決を楽観視していた。しかし寺尾判事は、狭山事件の被告人に無期懲役の有罪判決を言い渡した。
支援者らは、一転して寺尾のことを「差別裁判官」呼ばわりし、悪罵を投げつけた。また狭山事件の被告を支援していた新左翼も不穏な動きを見せ、事件前から寺尾が住む官舎に爆竹を仕掛けるなどの嫌がらせを行っていた。

## 事件の概要
1976年9月17日午前9時20分頃、寺尾を乗せた公用車が新宿通りの四谷三丁目交差点付近で、渋滞のため停車していた。すると、後ろのライトバンからサングラスやストッキングで顔を覆った襲撃者3人がバットを持って飛び出し、寺尾の公用車のガラスを叩き割り、中にいた寺尾を殴打した。運転手は機転を利かせて急発進し、猛スピードでそのまま東京高裁に直行した。襲撃者らは乗っていたライトバンに飛び乗り、車内にいた2人とともに四谷方面に逃走した。寺尾は頭と両腕に全治1週間の打撲傷を負った。
1976年9月25日、26日、社青同解放派の学生組織である反帝学評の幹部が集会の中で襲撃の正当性を重ねて主張、「襲撃は歴史的全人民的高揚の中から生み出された偉業」として称え、事実上の犯行声明を出した。警視庁公安部は犯行に使用された盗難車の偽造ナンバーの手口などから反帝学評によるテロ事件と断定、9月27日には四谷警察署とともに反帝学評事務所である現代社の家宅捜索を行った。反帝学評側は同年10月2日に発売した機関紙上で「反革命的差別判事に対し、革命的人民により怒りの鉄槌が下る」とする事件を称賛した記事を掲載した。